# Sønderborg

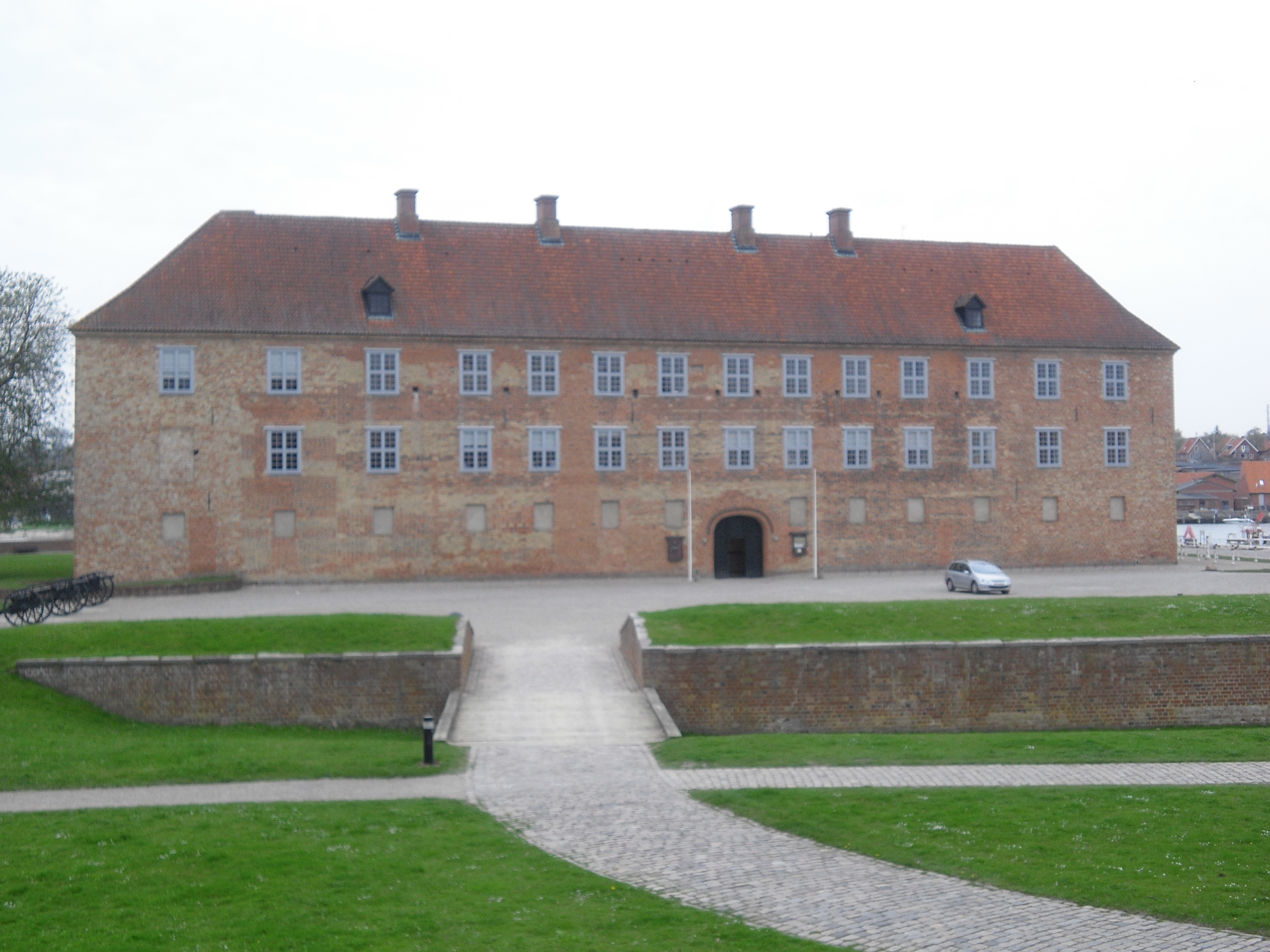
Sønderborg slott.

Sønderborg (tyska: Sonderburg) är en tätort och stad i Region Syddanmark i sydvästra Danmark. Tätorten har 28 277 invånare (2024). Den är centralort i Sønderborgs kommun och ligger vid Flensburgfjorden, cirka 28 kilometer sydost om Åbenrå.
Staden ligger på båda sidor om sundet Alssund; den största delen av staden ligger på ön Als och den mindre på halvön Sundeved, som utgör en del av Jylland.

## Historia
I slutet av 1100-talet växte staden fram runt Sønderborg slott. Den avsatte kung Kristian II var fånge på slottet 1532–1549. Fram till mitten av 1700-talet var Sønderborgs näringsliv präglat av stagnation och illegal handel, men efter det upplevde staden en blomstrande tid med betydande skeppsbyggnad.
Under 1800-talet drabbades Sønderborg hårt av de flera gränskrigen med Tyskland. Återuppbyggnaden av staden skedde långsamt och först efter 1900 började befolkningen växa märkbart.

## Näringsliv
Sønderborgs näringsliv präglas av högteknologi, maskin-, livsmedels- och textilindustri. Staden har också flera utbildningsinstitutioner.

## Sevärdheter
- Sønderborg slott

## Kända personer
- Michael Kammeyer, hårdrocksgitarrist i Pyramaze
- Ingeborg Refslund Thomsen, politiker och författare
- Nicki Thiim, racingförare för Aston Martin